# Economia de Catalunya
L'economia de Catalunya, malgrat una certa escassetat de recursos naturals, és una de les més riques d'Europa. Catalunya és una regió signatària dels Quatre Motors per a Europa.

## Macromagnituds i els indicadors socials
Amb un Producte interior brut de 223 629 milions d'euros (2016), l'economia catalana és la més gran de les comunitats autònomes de l'Estat espanyol. Pel que fa al PIB per capita, Catalunya se situa (2006) en la quarta posició després de la Comunitat de Madrid, Navarra i Euskadi, amb 26 124 €, superior a la mitjana espanyola de 22 152 €, i a la mitjana de la Unió Europea de 24 500 €. De fet, el PIB per capita de Catalunya supera els de Finlàndia i Suècia, França i Alemanya. La taxa de creixement anual del PIB del 2005-2006, de 3,8 %, va ser lleugerament inferior a la mitjana de l'Estat (3,9 %), ambdues tanmateix superiors a la mitjana de la Unió Europea (2,9 %). Sobre el període 2000-2006, la taxa de creixement mitjana anual ha estat de 3,21 %, també inferior a la mitjana de l'Estat de 3,34 %. Durant el 2008, però, la taxa de creixement del PIB de Catalunya ha anat minvant de forma molt clara, passant del 3,6 % d'evolució interanual durant el 2007, a 2,5 % el primer trimestre i a 1,5 % el segon trimestre de 2008. En paritat de poder adquisitiu, el PIB per capita de Catalunya (2004) és 17,8 % superior a la mitjana de la Unió Europa. La taxa d'atur de la comunitat (2005) va ser de 7,5 %, i la taxa d'inflació de 4,1 %.
Pel que fa al PIB per sector econòmic, les xifres mostren que el creixement de l'activitat econòmica (2003-2005) se suporta gairebé exclusivament en els sectors de la construcció i dels serveis amb increments del 5,4 % i 4,3 % respectivament. Per contra, el sector primari, la indústria i el turisme han tingut un creixement més petit (i fins i tot negatiu en el cas del sector primari el 2003 i el 2005) tots tres afectats pel procés de globalització dels mercats.
Catalunya va experimentar un creixement demogràfic notable, amb una variació de l'1,7 % el 2005 i amb una mitjana d'1,5 d'anys anteriors, la qual cosa s'ha traduït en un increment del 2,2 % en el col·lectiu en edat de treballar. Amb un increment de la taxa d'activitat de la població en edat de treballar, es va reduir la taxa d'atur, al voltant dels nivells de plena ocupació. Tanmateix, no s'ha produït una reducció del temps de treball, com ha ocorregut en altres economies europees, tot i que la productivitat s'ha estancat, amb un magre creixement del 0,1 % (2005), el mínim del lustre.

## Economia per sector

### Sector primari: agricultura, ramaderia i pesca

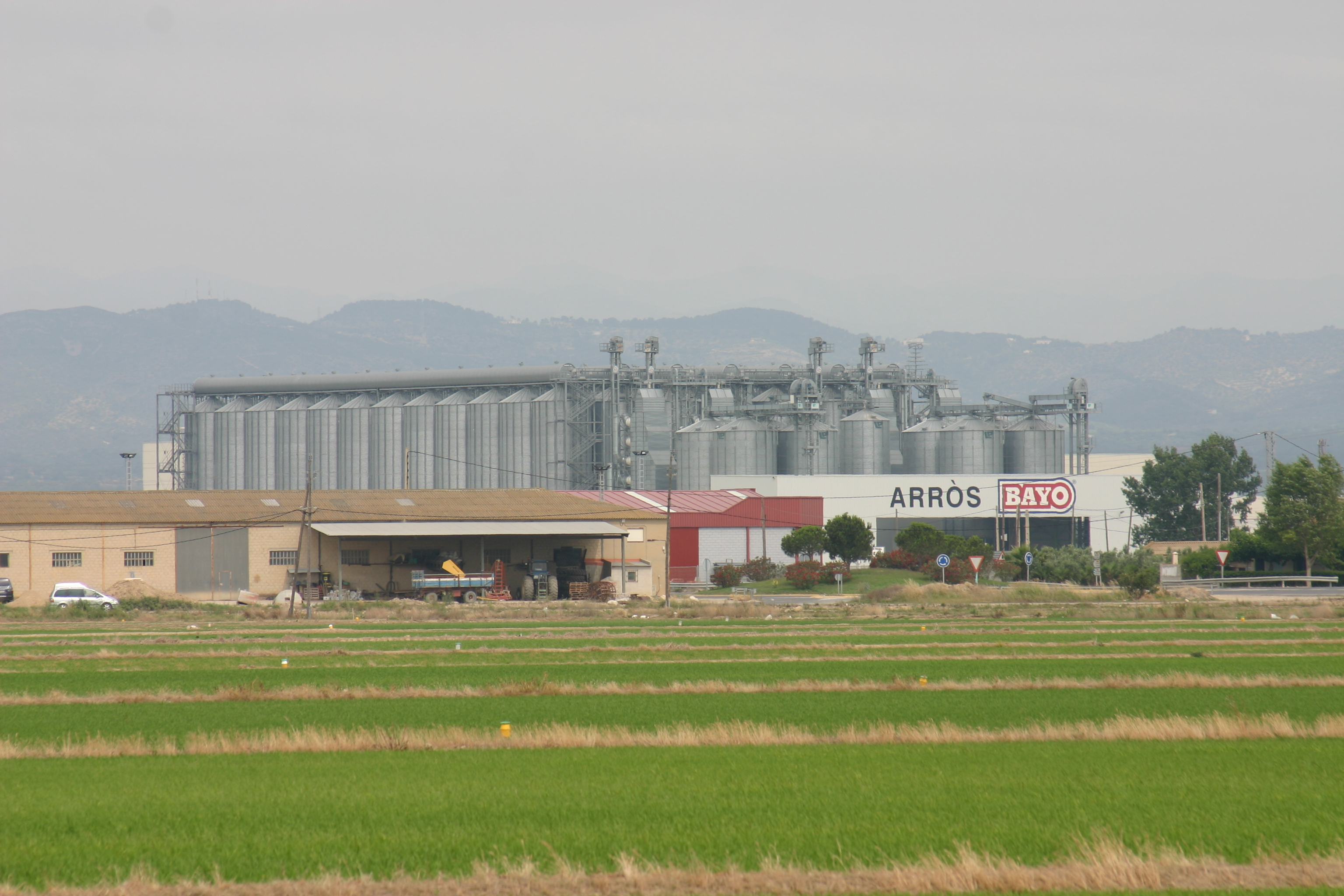
Sitja d'Arròs, Deltebre

El sector primari, com a la resta dels països desenvolupats, ocupa només el 3 % de la força laboral, però està integrat per subsectors potents que competeixen a escala mundial (com ara el cava, el vi, el bestiar porcí, la fruita dolça i els derivats carnis). L'any 2013 la població de Catalunya ocupada al sector agrari era de 119 427 persones. La seva aportació al Valor Afegit Brut de l'economia catalana és del 0,88 %.
El 2015, la producció agrícola va ser de 1445,31 milions d'euros i la ramadera va ser de 2741,90 milions d'euros. La producció forestal, per contra, només va ser de 41 milions d'euros el mateix any.
La producció de llet a Catalunya l'any 2016 va ser de 721 124 000 litres.
El total de caps de bestiar porcí l'any 2015 era de 7 699 746. L'any 2013, els cap d'aviram eren 44 734 669.
El sector s'ha estabilitzat durant les últimes dècades, encara que amb un decrement important en el nombre de productors, ja sigui per jubilació o perquè d'altres han abandonat la seva producció, la qual cosa ha propiciat un augment en la superfície de les unitats de producció més proper a l'òptim.
L'any 2009, les terres llaurades de Catalunya es dividien en secà (561 466 hectàrees) i regadiu (230 959 hectàrees), i això feia que Catalunya tingués un total de 792 425 hectàrees llaurades.
El cens agrari de l'Institut Nacional d'Estadística de 1999 va mostrar un decrement del 41,4 % en el nombre d'unitats o explotacions agràries entre 1989 i 1999, una xifra molt superior a la resta del territori espanyol, que va ser de 21,7 %, un decrement que alhora implica un augment en la superfície per explotació; de fet, l'extensió de les finques catalanes ha augmentat 54 % a Catalunya, mentre que a la resta d'Espanya, només un 20 %.
La principal comarca en el sector de l'horta és el Maresme, la qual, tanmateix, s'enfronta a problemes seriosos per mantenir la seva superfície atès el creixement constant de l'àrea metropolitana de Barcelona, una situació que malgrat tot li ofereix una avantatjosa proximitat amb els grans consumidors. La fruita dolça és un sector de creixement i de qualitat, basada principalment a Lleida. El municipi d'Alcanar, de la comarca del Montsià és líder en la producció de cítrics, amb més del 50 % de la producció catalana i també més del 75 % de la producció de l'Estat espanyol de plançons de cítrics.
La flota pesquera l'any 2015 era de 837 embarcacions, amb un tonatge de 21 198 tones, que van capturar 27 665 975 kg.
A Catalunya el peix que més es va pescar l'any 2015 va ser el seitó, amb una captura de 10 383,7 tones.

### Sector secundari: la mineria i la indústria
La producció minera a Catalunya, l'any 2014, va pujar a 500 421 678 €, un 16,6 % de la producció espanyola. Ocupava 3369 persones. Les principals produccions són els hidrocarburs i les potasses.

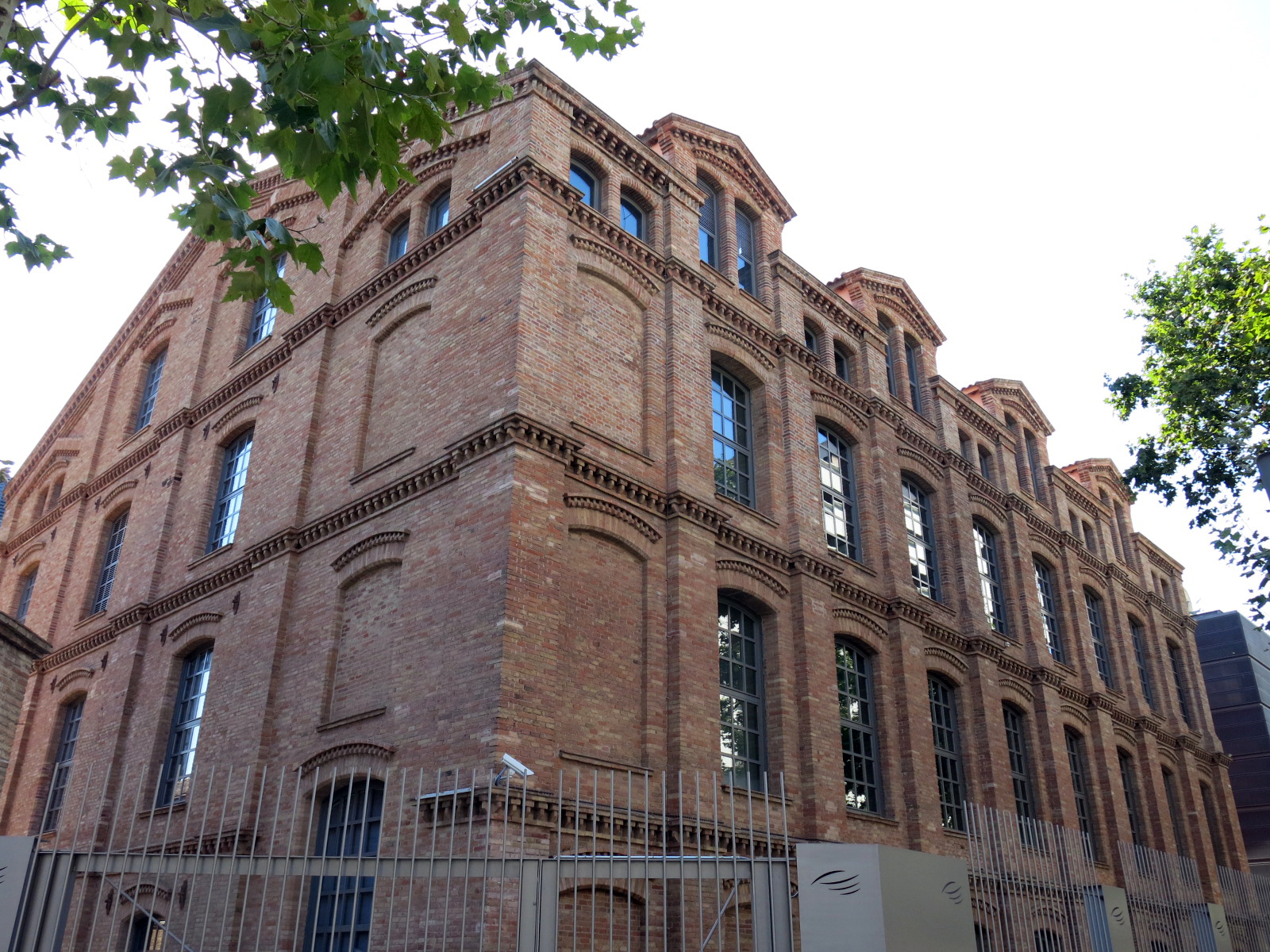
Antiga fàbrica de l'Aranyó

La indústria catalana va protagonitzar el desenvolupament econòmic de Catalunya, i fins a mitjan anys setanta, va ser el sector capdavanter de l'economia, amb un 45 % del total del Producte interior brut (PIB) català, i ocupant a més del 40 % de la població activa el 1979. A l'Estat, Catalunya és la comunitat amb major participació del PIB industrial espanyol, amb el 23,1 % (2016).
El 2001, el valor afegit brut del sector industrial havia decrescut al 27,2 % del total. El sector industrial es fonamenta en la indústria de la transformació -històricament la tèxtil- que en l'actualitat també inclou la indústria de l'automòbil, la indústria química, la indústria farmacèutica, l'alimentació, les construccions navals, i les noves indústries relacionades amb el material informàtic i telemàtic. La indústria està molt concentrada -com ho està la població- a les comarques del Barcelonès, les comarques del Baix Llobregat, el Vallès Occidental, el Vallès Oriental i el Maresme, que el 1997 agrupaven al 67 % del total dels establiments industrials de Catalunya. Les comarques del Tarragonès i el Baix Camp destaquen, no pel nombre d'indústries, ans per la dimensió i pes d'aquestes com ara el sector petroleoquímic a Tarragona, el més gran amb escreix del sud d'Europa i el metall.

### El sector terciari: els serveis

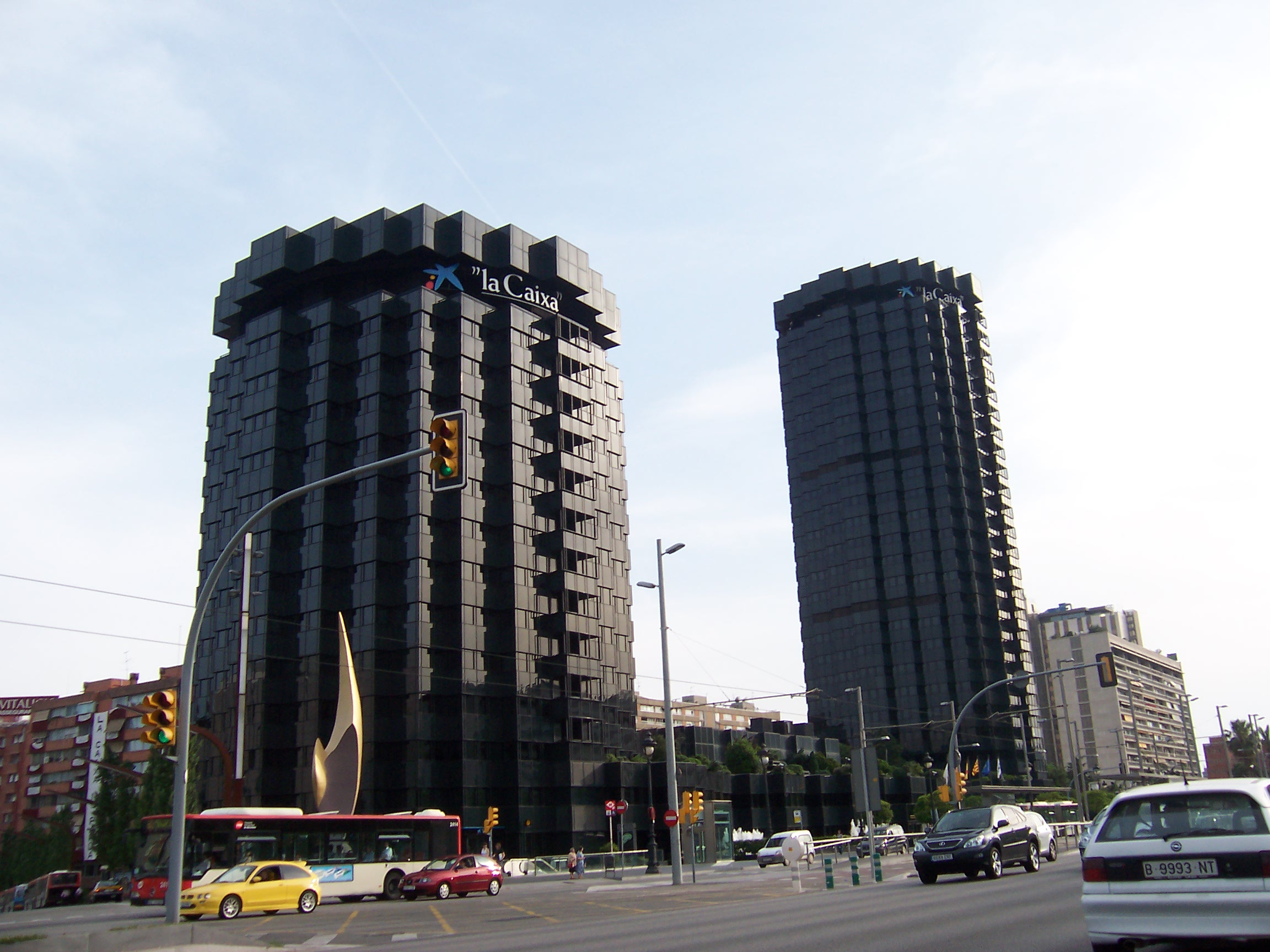
CaixaBank, a Barcelona

El sector terciari ha crescut notablement durant les últimes tres dècades i en l'actualitat és un sector ample i diversificat, i el principal pel que fa al percentatge del PIB i a l'ocupació. En aquest sector, també conegut com el sector dels serveis, s'inclouen el comerç, el turisme, l'hoteleria, les finances, l'administració pública, i l'administració d'altres serveis relacionats amb la cultura i el lleure. El sector dels serveis va produir el 63,1 % del valor afegit brut català el 2001. Hi destaquen el turisme i tots els serveis que s'hi relacionen, el valor afegit brut dels quals, en conjunció amb el comerç, supera el 35 % del valor total del sector dels serveis. Més recentment, han destacat les empreses associades a la publicitat incloent-hi les de creació de contingut per a Internet. Barcelona s'ha convertit en el centre dels serveis de Catalunya, encara que les capitals comarcals constitueixen centres de serveis locals i en la seva àrea d'influència. Pel que fa al sistema financer, s'hi observa el poder de les grans caixes d'estalvis (com ara Caixa Catalunya, entre altres), i que són el nucli del sistema financer català, la posició de les quals és decisiva en la inversió de la comunitat, i que apleguen gairebé el 70 % dels dipòsits privats catalans. L'única banca catalana amb presència internacional i amb una dimensió competitiva, és el Banc Sabadell. Finalment, la Borsa de Barcelona està plenament integrada en el sistema borsari mundial, mentre que el mercat de valors tradicionals, com ara el mercat de futurs i les transaccions d'accions de companyies petites i mitjanes, es troba en una posició similar a la del United Securities Market britànic, o el Second Marché francès.

## Comerç exterior i inversió estrangera

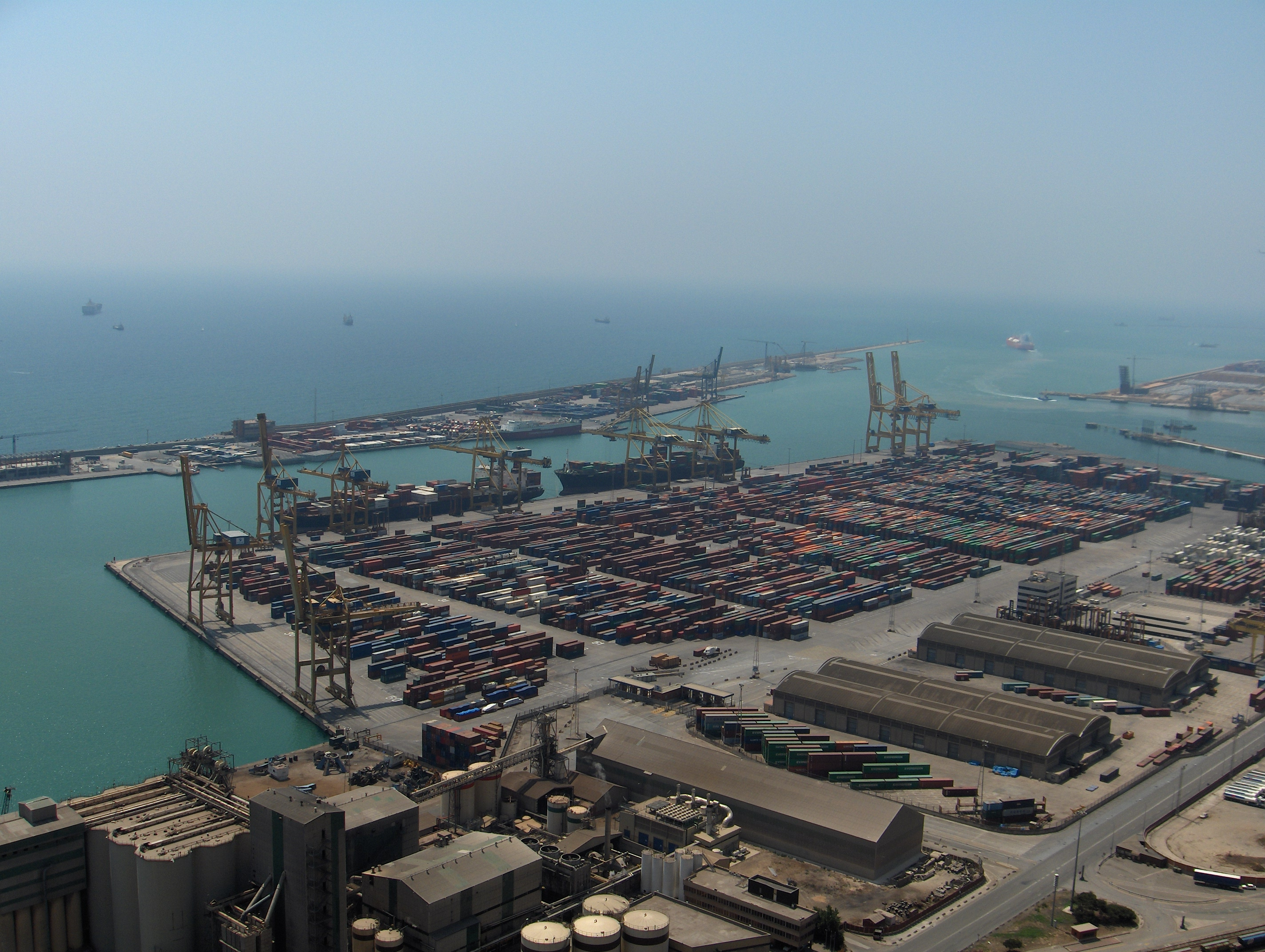
Port de Barcelona

En comparació amb la mitjana de l'Estat espanyol (19,1 %), l'economia catalana és molt més oberta, amb un 
s exportacions catalanes sumaren 42 087 milions d'euros, mentre que les importacions sumaren 67 748 milions d'euros. S'estima que el 20 % de les companyies catalanes exporten i el 36 % de totes les companyies exportadores d'Espanya són situades a Catalunya que conjuntament acumulen el 27 % de totes les exportacions de l'Estat. El 81,4 % de les exportacions catalanes es dirigeixen a Europa (el 73,8 % als vint-i-cinc de la Unió Europea), el 8 % a Amèrica, el 5,7 % a Àsia, el 3,6 % a Àfrica i l'1,2 % amb Austràlia i Oceania. Per contra, el 70 % de les importacions procedeixen d'Europa (el 63,8 % dels vint-i-cinc), el 18,5 % d'Àsia, el 6,2 % d'Amèrica, el 4,9 % d'Àfrica, i el 0,2 % d'Austràlia i Oceania.
Pel que fa a la inversió estrangera, els principals inversos estrangers a Catalunya són països de la Unió Europa; el 71,7 % de la inversió estrangera prové del continent (2005). El 2005 els principals inversors van ser els Països Baixos (43,3 % del total d'inversions), els Estats Units (18,0 %), Luxemburg (7,9 %) i Alemanya. Així mateix, els països de la Unió Europa van ser els principals receptors d'inversió catalana, representant el 72,8 % del total. Els principals països receptors d'inversió catalana el 2005 van ser França (22,2 del total d'inversions), el Regne Unit (9,0 %), Argentina (8,3 %) i els Estats Units (5,6 %).
El 2001 hi havia 164 empreses catalanes multinacionals, amb establiments productius a l'estranger. Se sap que aquest nombre actualment (2015) supera les 
30 000 empreses que comprenen totes les dimensiones, de petites a grans. El repte més important del govern català per als propers anys, és encetar un procés de fusions perquè les empreses guanyin grandària i puguin invertir millor en recerca i desenvolupament. Pel que fa al sistema financer, el repte clar és tornar a construir un sistema de caixes d'estalvi, aixís com un parell de bancs grans, que puguin expandir per Europa, Amèrica del Nord i Àsia. Al. El 10,3 % d'aquestes empreses són situades a Mèxic, el 9,0 % a França, el 7,9 % a l'Argentina, el 7,3 % a la Xina i el 7,1 % al Brasil.